# Tacloban
Tacloban (eng. City of Tacloban, tagalog Lungsod ng Tacloban, waray Siyudad han Tacloban) je filipinski lučki grad 220 kilometara udaljen od jugoistoka Manile. Prvi je grad u regiji Istočni Visayas koji je dobio status visokourbaniziranog grada. Tacloban je danas glavni grad provincije Leyte i regionalno središte Istočnog Visayasa (Regija VIII). S godišnjim prihodom od 500 milijuna filipinskih pezosa svrstava se među gradove prvog razreda, kao i gradove s najnižom incidencijom siromaštva u Filipinima. Od 20. listopada do 27. veljače 1945. bio je na čelu vlade Filipinskog Commonwealtha.

## Vanjske poveznice
- Službena stranica

### Ostali projekti
|  | Zajednički poslužitelj ima još gradiva o temi Tacloban |